# Gampong Baro (Idi Rayeuk)
Gampong Baro is een bestuurslaag in het regentschap Aceh Timur van de provincie Atjeh, Indonesië. Gampong Baro telt 764 inwoners (volkstelling 2010).